# وحدة بيرس الفضائية
بيرس، المعروفة أيضًا باسم حجرة الالتحام 1 (دي سي 1)، كانت وحدة روسية مُتصلة بمحطة الفضاء الدولية (آي إس إس). أُطلِقت في 14 سبتمبر 2001، وكانت متصلةً بوحدة زفيزدا على متن المحطة. زودت بيرس محطة الفضاء الدولية بمنفذ التحام واحد لمركبتي سويوز وبروجرس الفضائيتين، وسمحت بالخروج والدخول أثناء عمليات السير الفضائية من قبل رواد الفضاء الروس باستخدام بدلات أورلان الفضائية الروسية. اتصلت وحدة بيرس بوحدة زفيزدا لنحو 20 عامًا، حتى 26 يوليو 2021، حين أُخرِجت من الخدمة وفُصلت بواسطة مركبة بروجرس إم إس 16 لإفساح المجال لوحدة نوكا الجديدة.

## التصميم والبناء
كان لحجرة الالتحام وظيفتان أساسيتان: توفير منفذ لالتحام مركبتي سويوز وبروجرس الفضائيتان والعمل كغرفة معادلة ضغط لعمليات السير الفضائية الروسية. يمكن أن يتصل منفذ الالتحام إما بمركبة سويوز إم إس أو بمركبة بروجرس إم إس. يمكن للمركبة الفضائية الزائرة أن تنقل الأشخاص والبضائع من وإلى المحطة الفضائية. بالإضافة إلى ذلك، يمكن لحجرة الالتحام نقل الوقود من خزانات مركبة بروجرس المتصلة، المخصصة لنقل الإمدادات، إما إلى نظام الدفع المتكامل لوحدة زفيزدا أو وحدة الشحن الوظيفية زاريا. يمكنها أيضًا نقل الوقود من وحدتي زفيزدا وزاريا إلى نظام الدفع الخاص بالمركبات المتصلة – سويوز أو بروجرس. تُستخدم حجرتي معادلة الضغط خلال عمليات السير في الفضاء من قبل رواد الفضاء الروس الذين يرتدون بدلات أورلان الفضائية الروسية. صُنعت حجرة بيرس من قِبل شركة آر كاي كاي إنيرجيا. حجرة بيرس مشابهة لوحدة الالتحام التي استُخدمت في محطة مير الفضائية. كانت فترة العمل المخطط لها لحجرة الالتحام هي خمس سنوات.

## الإطلاق
أُطلِقت وحدة بيرس في 14 سبتمبر 2001، تحت اسم مهمة تجميع محطة الفضاء الدولية 4 آر، على متن المرحلة العليا لمركبة الإطلاق الروسية سويوز يو، باستخدام مركبة فضائية معدلة من نوع بروجرس، سُميت بروجرس دي سي 1. اتصلت حجرة بيرس، التي بلغت كتلتها 3580 كيلوجرام (7890 باوند) بالمنفذ النظيري (أي السفلي المواجه للأرض) لوحدة زفيزدا.

## الالتحام
التحمت وحدة بيرس بمحطة الفضاء الدولية في 17 سبتمبر 2001، في الساعة 01:05 بالتوقيت العالمي المنسق، وجرى تجهيزها خلال ثلاث عمليات سير في الفضاء من قِبل طاقم البعثة 3. أُضيفت رافعتي شحن من نوع ستريلا في وقت لاحق خلال مهمتي إس تي إس 96 وإس تي إس 101، إذ حُمِلتا باستخدام حاملات الشحن المتكاملة ورُكبتا خلال عمليات سير في الفضاء.

## مواصفات غرفة معادلة الضغط
- الطول: 4.91 متر (16.1 قدم)
- القطر: 2.55 متر (8 قدم و4 بوصات)
- الكتلة: 3580 كيلوجرام (7890 باوند)
- الحجم: 13 متر مكعب (460 قدم مكعب)

## انفصال الوحدة والتخلص منها
في الأصل، كان من المقرر فصل وحدة بيرس عن المنفذ النظيري (المواجه للأرض) الخاص بوحدة زفيزدا في عام 2013 لإفساح المجال لوحدة المختبر متعددة الأغراض نوكا. جرى تأجيل إطلاق وحدة نوكا عدة مرات بسبب حدوث سلسلة من المشاكل في مركبة الإطلاق بروتون.
أُطلِقت وحدة نوكا أخيرًا في 21 يوليو 2021. أدت مشاكل في عملية القياس عن بعد مع وحدة نوكا إلى تأخير انفصال وحدة بيرس حتى 26 يوليو. في الساعة 10:55 بالتوقيت العالمي المنسق، انفصلت وحدة بيرس، وجرى تخفيض مدارها باستخدام مركبة بروجرس إم إس 16 في الساعة 14:51 بالتوقيت العالمي المنسق، ما أدى لتفككها خلال دخولها الغلاف الجوي فوق جنوب المحيط الهادئ. كانت وحدة بيرس أول وحدة دائمة لمحطة الفضاء الدولية تم إخراجها من الخدمة.